# استاندارد چارترد
استاندارد چارترد (LSE: STAN، SEHK: ۲۸۸۸، NSE: STAN) شرکت چندملیتی خدمات مالی و بانکداری است، که در سال ۱۹۶۹ تأسیس شد و هم‌اکنون شعبهٔ مرکزی آن در لندن قرار دارد. بانک استاندارد چارترد، یکی از مهم‌ترین بانک‌ها در بریتانیا محسوب می‌شود و خدمات آن عمدتاً در آسیا، خاورمیانه و آفریقا متمرکز است.

## نقض تحریم‌های ایران
در تاریخ ۶ اوت ۲۰۱۲ میلادی، اداره امور مالی ایالت نیویورک اعلام کرد که این بانک در طول یک دهه، در پولشویی مبلغ ۲۵۰ میلیارد دلار با ایران همدستی کرده‌است. به گفته این سازمان، استاندارد چارترد در مورد ۶۰ هزار مبادله مالی با نهادهای مالی ایرانی که مشمول تحریم‌های اقتصادی آمریکا بود، فعالیت‌های بانکی مخفی داشته‌است.
در نهایت در تاریخ ۱۵ اوت ۲۰۱۲ میلادی، بانک استاندارد چارتر با قبول اتهامات دادستان‌ها و مقام‌های ناظر بر فعالیت‌های بانکی در آمریکا، به پرداخت مبلغ «۳۴۰ میلیون دلار» به عنوان جریمه به دولت ایالات متحده آمریکا توافق کرد تا از دادگاهی شدن پرونده‌اش جلوگیری شود.

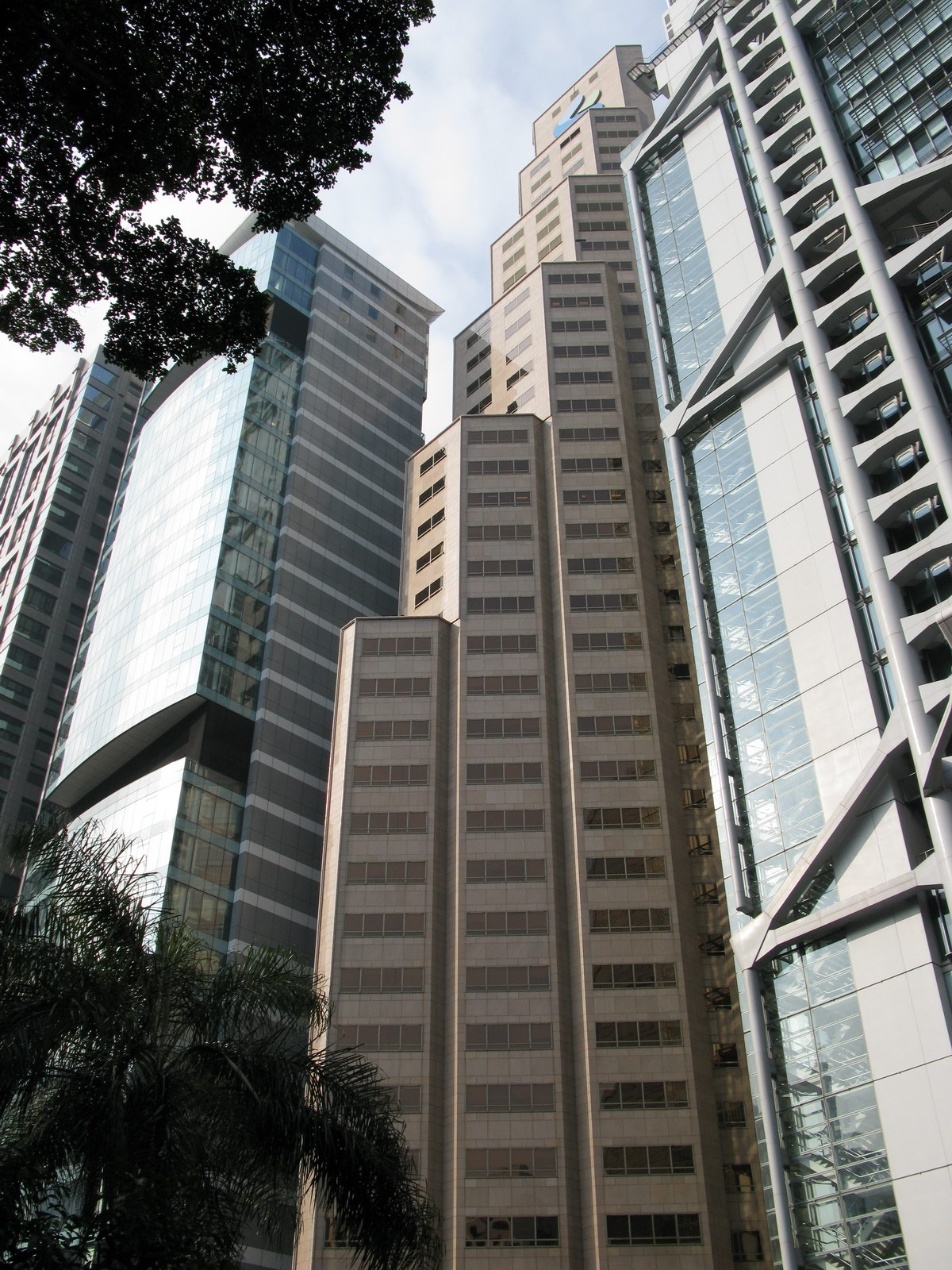
ساختمان بانک استاندارد چارترد در هنگ کنک